# Relix
Relix é uma revista focada em música ao vivo e improvisada. A revista foi lançada em 1974 como um boletim artesanal dedicado a conectar pessoas que gravaram concertos da Grateful Dead. Ela rapidamente se expandiu para uma revista de música, cobrindo um grande número de artistas. É a segunda maior revista de música publicada continuamente nos Estados Unidos, depois da Rolling Stone. A revista é publicada oito vezes por ano. A revista tem uma circulação de 102.000.

## Origens
Les Kippel foi o fundador do First Free Underground Grateful Dead Tape Exchange, em 1971, que gravou e comercializou fitas de concertos ao vivo da Grateful Dead gratuitamente. À medida que a popularidade da troca de concertos ao vivo em fita aumentava, uma prática que a Grateful Dead permitiu e, finalmente, incentivou, Kippel percebeu que precisava obter um método mais simplificado de reunir afilamentos para negociar. Ele criou um boletim informativo para ajudar seus colegas comerciantes de fitas a se conectarem, em vez de todos terem que passar por ele. Ele e o amigo Jim McGurn criaram o nome Dead Relix porque cada fita Dead, para eles, era uma relíquia. Jerry Moore tornou-se o editor-chefe da Dead Relix, uma revista relativamente pequena dedicada a gravar e colecionar o Grateful e bandas de um grupo semelhante. A primeira edição foi lançada em setembro de 1974, com uma tiragem inicial de 200 exemplares. Kippel permitiu que um amigo, que ensinava impressão em uma gráfica do ensino médio, 'usasse' a Dead Relix para ensinar impressão aos alunos.
A primeira edição mostrava um desenho em preto e branco de um grande crânio no centro, com uma criatura alada e com chifres embaixo e folhas de maconha brotando ao seu redor. No canto superior esquerdo, diz: "Dedicado à memória do colecionador de fitas furtivo do mundo-Tricky Dicky". O custo foi de 1,25 dólares. Com apenas 50 assinantes iniciais, Kippel imprimiu 200 cópias. No entanto, uma vez divulgada a revista, as assinaturas aumentaram rapidamente. A primeira edição foi lançada logo após o Grateful Dead anunciar um hiato. O momento foi auspicioso, já que o Dead Relix agora se tornava o único caminho para o Deadheads, que frequentemente só se via em turnê com a banda, para manter contato e manter atualizado os acontecimentos da banda e de seus membros. O hiato do grupo também criou a oportunidade para o Dead Relix ampliar sua cobertura, ao incluir outras bandas do estilo Dead na cena de San Francisco, como New Riders of the Purple Sage, Commander Cody e Hot Tuna.

## Transições
No final de 1978, a Relix passou por uma grande transição que a levou de mais de um boletim para uma verdadeira revista. A mudança começou com um novo editor. Jerry Moore deixou a revista e Jeff Tamarkin o substituiu. Tamarkin tinha planos maiores para o Relix. Ele sentiu que precisava se ramificar e queria ampliar a cobertura para incluir mais tipos diferentes de música—punk, metal, new wave e até pop. Kippel deu-lhe rédea livre para expandir como queria. Dead foi retirado do título e o assunto mudou dramaticamente. O resultado foi um maior número de leitores e muitos Deadheads irritados. Kippel tentou apaziguar as preocupações dos apoiadores de longa data da Relix em uma carta do editor na edição de janeiro/fevereiro de 1979. Ele escreveu:
| “ | A chave para tudo isso é que, como pessoas que vivem para e pela música, devemos ver e ouvir outras músicas, e esse é o objetivo e a função da RELIX: ser os olhos e os ouvidos dos nossos leitores, relatar, mostrar e contar a vocês, nossos leitores, o que está acontecendo no cenário musical COM UMA MENTE ABERTA e nós da RELIX esperamos que vocês, nossos leitores, tenham uma mente aberta para a música. | ” |

Em 1979, os Blues Brothers, The Who e até Blondie apareceram na capa. No entanto, os Grateful Dead nunca foram muito distantes da Relix, pois fotos e entrevistas com os Dead ainda apareciam na revista com menos frequência. O mandato de Tamarkin com a Relix foi breve, durando apenas dois anos (hoje, ele continua sendo um editor colaborativo). Sua substituta foi Toni Brown. Enquanto Brown apreciava os ajustes de Tamarkin na revista, ela reconheceu que a Relix estava se afastando de suas raízes em Deadhead. Seu primeiro ato foi colocar "Dead" de volta no título, embora tenha aparecido em letras pequenas acima do "R" em Relix. Brown, que se casou com Kippel em 1980, assumiu o cargo de editora e assumiu total responsabilidade pelo futuro da revista.
Quando o Grateful Dead lançou In the Dark, em 1987, a popularidade da banda cresceu exponencialmente com a ajuda do airplay de rádio e "Touch of Gray", tornando-se a primeira música do grupo a se apresentar. Jogou estádios esgotados. A mídia se envolveu mais com a cena de Grateful Dead, assim como a polícia e a Administração de Repressão às Drogas do governo. Deadheads foram direcionados ao uso de drogas e ganharam uma reputação negativa. Relix reconheceu o perfil e tentou educar Deadheads sobre como evitar a polícia e o que levar (e não levar) com você para os shows.

## Negócios e gravadora
Para manter a revista lucrativa, Kippel começou a negociar uma variedade de colecionáveis voltados para os leitores da Relix. Isso o levou a criar uma divisão de merchandising da empresa Relix chamada Rockin 'Relix/ Relix International. Isso levou a muitos laços no mundo das mercadorias musicais e Kippel ganhou conexões em todo o cenário musical. Kippel fundou uma gravadora que ele chamou de Relix Records em 1980, depois de ser solicitado pelo letrista do Grateful Dead, Robert Hunter. Agora, a corporação Relix estava florescendo. A Relix manteve laços estreitos com as lojas de discos que compravam suas revistas, mercadorias e, agora, os álbuns dos artistas que representava. A Relix Records existe há 20 anos e lançam mais de 120 discos, incluindo muitos favoritos de revistas, como Jorma Kaukonen, Hot Tuna, Free Grass Union, os Novos Cavaleiros do Sábio Roxo, Wavy Gravy, Comandante Cody e muitos outros. Brown também criou um fórum na revista para que os leitores correspondam com Deadheads encarcerados, muitos que foram condenados por crimes não-violentos por drogas.

## Phish e Relix
Em outubro de 1989, Relix cobriu a banda Phish. Mick Skidmore ouviu uma cópia inédita de Junta e decidiu escrever uma resenha. Ele fechou o artigo com:
"Espero que tenhamos a chance de ouvir mais desses músicos extremamente talentosos em um futuro não muito distante. Enquanto isso, essa fita é altamente recomendada".
Phish é atualmente uma das bandas mais populares do país e frequentemente aparece nas páginas da revista.

## Relix após a morte de Jerry Garcia
Após a morte de Jerry Garcia, em 9 de agosto de 1995, a Relix voltou a ser o foco da atenção da mídia. Ela colocou uma foto de Garcia na capa, usada por meios de comunicação em todo o país. A editora Toni Brown lembra:
"Onde quer que eu olhasse, a Relix estava lá. Admito que isso aumentou as vendas a alturas que nunca vimos, mas eu teria preferido ter Jerry de volta".
As pessoas procuravam na Relix como lidar com a perda de Garcia, a banda e suas constantes turnês, turnês que, para muitos, proporcionavam seu sustento na venda de mercadorias e alimentos artesanais/caseiros.
Relix começou a se concentrar em uma variedade maior de bandas, incluindo Dave Matthews Band, Phish, Widespread Panic, Blues Traveler, Free Grass Union, The String Cheese Incident, moe., The Disco Biscuits, Leftover Salmon, God Street Wine e Strangefolk. Em 1998, a Relix comemorou seu 25º aniversário. Brown, no editorial da edição final de 1998, ficou maravilhada com a sobrevivência da Relix e seu mandato. Ela escreve:
"Por muitos anos, pensei que depois de concluir a última edição do nosso 25º ano, talvez fosse um bom momento para seguir em frente e encontrar uma nova aventura. Eu nunca percebi que a aventura existente ainda seria nova e emocionante e que a festa continuaria por tanto tempo".
Ela permaneceu como editora da revista pelos próximos anos.
Em agosto de 2000, Kippel e Brown decidiram que estavam prontos para uma nova direção e venderam a revista ao executivo de Wall Street, Steve Bernstein. Com essa mudança, também veio o novo editor (Aeve Baldwin), diretor de arte, departamentos de marketing e publicidade. O escritório também foi transferido do Brooklyn para Manhattan. A nova equipe preparou os leitores para uma nova Relix na edição de fevereiro de 2001, explicando que a edição de abril teria um design totalmente novo e também algumas alterações no conteúdo. Baldwin ingressou originalmente na equipe Relix quando Bernstein a convenceu a assumir a posição quando comprou a revista. Ela e Bernstein se conheceram no Japão, onde ele trabalhou por vários anos e, por diversão, foi um de seus escritores na Tokyo Classified (uma revista em inglês com sede em Tóquio, onde ela era a editora). Josh Baron, anteriormente editor executivo que trabalhava na empresa desde 2001, assumiu o cargo de editor-chefe em 2007. Em 2001, a Relix também comprou Jambands.com, um site de notícias diárias dedicado à música improvisada fundado por Dean Budnick em 1998 que ajudou a popularizar o termo 'jamband'. Em 2007, o arquivo de 190 edições da Relix entrou no cofre do Rock and Roll Hall of Fame and Museum, em Cleveland.
Sob a liderança de Bernstein, a Relix serviu de base para o Zenbu Media Group, que incluiu produções como The Jammys, The Green Apple Music and Arts Festival, a revista de música mundial Global Rhythm e as revistas de heavy metal, Metal Edge e Metal Maniacs. Em fevereiro de 2009, Bernstein dobrou a Zenbu Media devido a dificuldades financeiras. Todo o pessoal das quatro revistas foi dispensado. Quando o Relix foi impresso com o que provavelmente seria sua última edição (abril/maio de 2009), um grupo de funcionários da revista, juntamente com Peter Shapiro, criou o Relix Media Group (LLC) e comprou o Relix e o Jambands.com da Bernstein. Shapiro já possuía o clube Wetlands, na cidade de Nova York, produziu filmes como I Love All Access e U2 3D, o primeiro filme de ação ao vivo levado às salas de cinema de tela grande. Atualmente, Shapiro é dono do Brooklyn Bowl em Williamsburg, uma pista de boliche, local de concertos e restaurante, além do Brooklyn Bowl de Londres, do Brooklyn Bowl de Las Vegas e do Capitol Theatre em Port Chester, Nova York.
O grupo incluiu Baron, a equipe editorial de Dean Budnick e Mike Greenhaus, a equipe de publicidade de Rachel Seiden e Cole Boyle, juntamente com Shapiro. A Relix lança oito edições por ano, cada uma com um CD de compilação, com artistas dessa edição em particular e bandas em ascensão. Desde 2009, o grupo Relix Media co-fundou o doNYC, um banco de dados de eventos da região de Nova York, com os parceiros DoStuff Media e Bowery Presents, e iniciou a rede de publicidade Hear & There. Em 2013, Baron deixou o cargo de editor, deixando Budnick e Greenhaus para assumir o papel de editor-chefe. A Relix passou grande parte de 2013 contando até o seu 40º aniversário. Como parte da campanha de aniversário da revista, os artistas principais da história da revista—incluindo The Who, Dave Matthews Band, Warren Haynes, Phil Lesh, Widespread Panic, Jack Johnson e Kings of Leon—receberam perfis de capa. A revista também lançou a lista Relix 40, compilando os melhores livros, álbuns ao vivo, solos de guitarra e compotas desde a primeira edição do Relix.
Os artistas de capa recentes incluem: Gary Clark Jr., uma homenagem aos 50 anos do Grateful Dead, My Morning Jacket, Punch Brothers, Robert Plant e Phish.